# The Miracle Workers
The Miracle Workers was een Amerikaanse rock-'n-roll-band.

## Bezetting
- Gerry Mohr[2] (zang)
- Joel Barnett[3] (basgitaar, tot 1986)
- Ron Sheridan[4] (drums)
- Dan Demiankow[5] (gitaar, orgel, van 1984 tot 1986)
- Gene Trautmann[6] (drums, 1984 tot 1990)
- Matt Rogers[7] (gitaar)
- Robert Butler[8] (basgitaar, vanaf 1986)
- Aaron Sperkse[9] (drums, vanaf 1990)

The Miracle Workers werden opgericht in januari 1982 door Gerry Mohr en Joel Barnett. De feitelijke gitarist en drummer, die bevriend waren met Mohr, verlieten vroeg de band. Matt Rogers, een vriend van Joel, werd gitarist. Ron Sheridan werd drummer, echter zou later de band verlaten voor een zakencarrière. De band stabiliseerde zich in 1984 met de komst van Dan Demiankow en Gene Trautman.

## Geschiedenis
In het voorjaar van 1986 besloot de band om te verhuizen naar Los Angeles. Toentertijd verliet Joel Barnett de band. Robert Butler (ex-Untold Fables) werd diens vervanger en Dan Demiankow verliet de band wegens muzikale verschillen. Naar verwachting wegens interne problemen binnen de band, werd de ontbinding een feit in 1992. De band kwam echter weer samen in Portland om een jaar later Anatomy of a Creep op te nemen. De Triple X-opname zou hun laatste zijn, geproduceerd door Three Slayer Hippie (Steve Hanford, drummer Poison Idea) en vroegen de feitelijke drummer Gene Trautmann om Aaron Sperske te vervangen, die werd ontheven van zijn verantwoordelijkheid rond het tijdstip van de opname van Anatomy of a Creep.
Gene Trautmann verliet de band rond 1990 en werd vervangen door Aaron Sperske, die speelde op het album Roll Out the Red Carpet. The Miracle Workers werden ontbonden begin 1990, maar daarvoor gingen ze terug naar Portland en namen de cd Anatomy of a Creep op voor het label Triple X Records. Gene Trautmann nam weer de drums voor zijn rekening. Deze opname werd gewoon uitgebracht, maar in kleine hoeveelheden.
Leden van de band verschenen medio jaren 1980 weer in Portland en in Zwitserland tijdens de late jaren 1990 en speelden in verschillende bands blues, psychobilly en garagerock als The Bo Diddley Headhunters; Cavemannish Boys; The Wicked Ones; The Get Lost en Queens of the Stone Age. In Los Angeles verenigde de band meer hardrock en alternatieve rock-invloeden, evenwijdig aan het grungecircuit in Seattle. The Miracle Workers zaten tussen de gevestigde bands van de stonerrock-beweging.
Tijdens de late jaren 1980 volgde de alternatieve cartoonist Joe Sacco de band tijdens hun Europese tournee als T-shirt-verkoper en  comics-tekenend journalist. Deze comics werden verzameld in de compilatie But I Like It, uitgebracht door Fantagraphics in 2006.

## Discografie

### Singles en ep's
- 1984: Miracle Workers (Moxie Records)
- 1984: 1000 Microgramms Of The Miracle Workers (Sounds Interesting Records)
- 1987: Blue Girl (Lost Trails)
- 1988: When A Woman Calls My Name (Love's Simple Dreams)
- 1988: Miracle Workers Slow Death / I Got A Right (Teenager From Outer Space Records)
- 1989: Strange Little Girl (Get Hip Recordings)
- 1989: Mary Jane (Glitterhouse Records)
- 1990: Way Back When (Sympathy For The Record Industry)

### Albums
- 1985: Inside Out (Voxx Records)
- 1987: Overdose (Love's Simple Dreams)
- 1989: Primary Domain (Glitterhouse Records)
- 1991: Roll Out the Red Carpet (Triple X Records)
- 1995: Anatomy of a Creep (Triple X Records)

### Livealbums
- 1988: Live At The Forum (Glitterhouse Records)